# Пакулька
Пакулька — річка, протікає в Чернігівському районі Чернігівської області України, ліва притока річки Дніпро (басейн Дніпра). несе свої води в Дніпро з заболоченій смуги західного регіону Чернігівської області.
Довжина річки 45 км, а площа її басейну — 253 км2.
Витік річки розташований біля села Плехов (Чернігівський район). Далі річка протікає біля сіл Скугарі та Бірки, далі по територіях сіл Малійки та Ведильці, потім поруч з селом Линея, потім по території сіл Пакуль, Папірня, Пильня, далі на березі річки розташовані села Завод та Рудня, потім річка протікає по території села Пустинки, після чого тече вздовж течії Дніпра, поки не увіллється в нього.